# Jinming

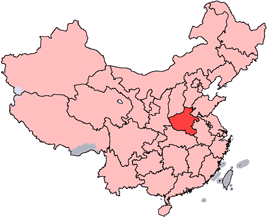
Lagekarte von Bezirk Jinming in Kaifeng, China

Jinming (chinesisch 金明区) war ein Stadtbezirk der bezirksfreien Stadt Kaifeng in der chinesischen Provinz Henan. Er hatte eine Fläche von 252,38 km² und zählte ca. 182.000 Einwohner (2005). Am 9. September 2014 wurde der Stadtbezirk Jinming aufgelöst und seine Fläche in den Stadtbezirk Longting integriert.

## Administrative Gliederung
Auf Gemeindeebene setzte sich der Stadtbezirk aus zwei Straßenvierteln, einer Großgemeinde und zwei Gemeinden zusammen.